# بازیل رتبون
بازیل رتبون (انگلیسی: Basil Rathbone؛ زاده ۱۳ ژوئن ۱۸۹۲ - درگذشته ۲۱ ژوئیه ۱۹۶۷) زاده آفریقای جنوبی بازیگر انگلیسی بود. وی در انگلستان به عنوان بازیگر صحنه شکسپیر به برجستگی رسید و در بیش از ۷۰ فیلم، در درجه اول درام‌های صحنه دار، کوبنده و گاهی فیلم‌های ترسناک به نمایش درآمد.
رتبون غالباً افراد شرور یا شخصیت‌های اخلاقی مبهم مانند آقای ماردستون در دیوید کاپرفیلد (۱۹۳۵) به تصویر می‌کشد. مشهورترین نقش او نقش شرلوک هولمز در چهارده فیلم هالیوود ساخته‌شده بین سالهای ۱۹۳۹ تا ۱۹۴۶ و در یک سریال رادیویی بود. فعالیت بعدی وی شامل نقش‌هایی در برادوی و همچنین کار فیلم و تلویزیونی خودساخته بود. وی در سال ۱۹۴۸ جایزه تونی را به عنوان بهترین بازیگر نقش اول در یک نمایشنامه دریافت کرد. او همچنین در دو جایزه آکادمی نامزد شده بود.

## فیلمشناسی
| سال  | عنوان                           | نقش                       | یادداشت                                      |
| ---- | ------------------------------- | ------------------------- | -------------------------------------------- |
| ۱۹۳۵ | آنا کارنینا (فیلم ۱۹۳۵)         | کارن                      |                                              |
| ۱۹۳۵ | دیوید کاپرفیلد (فیلم ۱۹۳۵)      | آقای مرددون               |                                              |
| ۱۹۳۵ | آخرین روزهای پمپی (فیلم ۱۹۳۵)   | پونتیوس پیلاطس            |                                              |
| ۱۹۳۵ | داستان دو شهر (فیلم ۱۹۳۵)       | مارکیس اروموند            |                                              |
| ۱۹۳۵ | کاپیتان بلاد (فیلم ۱۹۳۵)        | لواسیور                   |                                              |
| ۱۹۳۶ | رومئو و ژولیت (فیلم ۱۹۳۶)       | تیلالت-بردر خواهر لیدی    | نامزد-جایزه اسکار بهترین بازیگر نقش مکمل مرد |
| ۱۹۳۸ | ماجراهای مارکو پولو (فیلم)      | احمد                      |                                              |
| ۱۹۳۸ | ماجراهای رابین هود (فیلم)       | آقا گیسبورن               |                                              |
| ۱۹۳۸ | اگر پادشاه بودم                 | لوئی یازدهم               | نامزد-جایزه اسکار بهترین بازیگر نقش مکمل مرد |
| ۱۹۳۹ | پسر فرانکشتاین                  | بارون ولف فون فرانکنشتاین |                                              |
| ۱۹۳۹ | درنده باسکرویل (فیلم ۱۹۳۹)      | شرلوک هولمز               |                                              |
| ۱۹۳۹ | ماجراهای شرلوک هولمز (فیلم)     | شرلوک هولمز               |                                              |
| ۱۹۳۹ | ریو (فیلم ۱۹۳۹)                 | پل رینارد                 |                                              |
| ۱۹۳۹ | برج لندن (فیلم ۱۹۳۹)            | ریچارد سوم (انگلستان)     |                                              |
| ۱۹۴۰ | علامت زورو (فیلم ۱۹۴۰)          | کاپیتان استبان آتوس       |                                              |
| ۱۹۴۲ | شرلوک هولمز و بانگ وحشت         | شرلوک هولمز               |                                              |
| ۱۹۴۲ | شرلوک هولمز و سلاح سری          | شرلوک هولمز               |                                              |
| ۱۹۴۳ | شرلوک هولمز در واشینگتن         | شرلوک هولمز               |                                              |
| ۱۹۴۳ | شرلوک هولمز با مرگ روبه‌رو می‌شود | شرلوک هولمز               |                                              |
| ۱۹۴۳ | زن عنکبوتی (فیلم)               | شرلوک هولمز               |                                              |
| ۱۹۴۴ | مروارید مرگ (فیلم)              | شرلوک هولمز               |                                              |
| ۱۹۴۴ | پنجه سرخ                        | شرلوک هولمز               |                                              |
| ۱۹۴۵ | شرلوک هولمز و خانه وحشت         | شرلوک هولمز               |                                              |
| ۱۹۴۵ | زن سبزپوش                       | شرلوک هولمز               |                                              |
| ۱۹۴۵ | تعقیب در الجزایر                | شرلوک هولمز               |                                              |
| ۱۹۴۶ | وحشت نیمه‌شب                     | شرلوک هولمز               |                                              |
| ۱۹۴۶ | تپش قلب (فیلم ۱۹۴۶)             | استاد آریستید             |                                              |
| ۱۹۴۹ | ماجراهای ایکابد و آقای تاد      | راوی                      | بخش "باد در بید"                             |
| ۱۹۵۵ | ما فرشته نیستیم (فیلم ۱۹۵۵)     | آندره تروچارد             |                                              |
| ۱۹۵۸ | تلاش واپسین                     | نورمن کاس، سرکار          |                                              |
| ۱۹۶۲ | پونتیوس پیلاطس (فیلم)           | قیافا                     |                                              |
| ۱۹۶۲ | قصه‌های وحشت                     | کارمیچل                   |                                              |
| ۱۹۸۶ | کارآگاه موش بزرگ                | شرلوک هولمز               | صدای بایگانی، پس از مرگ منتشر شد             |